# ポケットモンスター ダイヤモンド・パールの登場人物
- ポケットモンスター
  -  > ダイヤモンド・パール・プラチナ > 登場人物
  -  > ブリリアントダイヤモンド・シャイニングパール > 登場人物
  -  > ポケットモンスターの登場人物 > D・P・Ptの人物

ポケットモンスター ダイヤモンド・パールの登場人物（ポケットモンスター ダイヤモンド・パールのとうじょうじんぶつ）では『ポケットモンスター ダイヤモンド・パール』、および『プラチナ』における登場人物の解説をおこなう。
担当声優はメディアミックス作品での配役。テレビアニメシリーズでの配役はアニメ版ポケットモンスターの登場人物を参照。

## 主人公・町の住民
主人公〈コウキ / ヒカリ〉
声 - 高橋李依（ポケマス・ヒカリ）
本作の主人公。フタバタウンに住んでいる。ひょんな事から最強のポケモントレーナーを目指して旅に出る事になる。男女ともに同じデザインのマフラーをしている。女の子はシリーズ初のブーツを着用している。
名前は自分で直接入力する他、何も入力せずに終了したときには、自動であらかじめ用意された数十種類の名前からランダムに割り当てられる。
母親と2人暮らしで、登場はしないが、父親はかなり凄腕のトレーナーだったらしい。『プラチナ』ではコスチュームのデザインが変わり、涼しげな格好から一変し、暖かそうな格好になった。
ポケモン図鑑によると、男の子は身長1.45m、体重38kg、女の子は身長1.4m、体重34kg。
『ポケモンマスターズ』では女主人公がヒカリの名前で登場する。
コウキ / ヒカリ
声 - 堀江瞬（ポケマス・コウキ）
ナナカマド博士の助手の子ども。主人公と同じく旅に出るが、ポケモン図鑑の完成が一番の目的らしい。
姿は選ばれなかった方の主人公と同じもので、名前は男なら「コウキ」、女なら「ヒカリ」となる。家はマサゴタウンにあり、父の他に妹と祖父がいる。
主人公に冒険に役立つ道具をくれたりタッグを組んだりと、新米トレーナーである主人公に様々なサポートする。しかし、うっかり落としたポケモン図鑑をギンガ団に奪われてしまうなど、少々頼りないところも。主人公とライバルが選ばなかったポケモンを最初から所持している。主人公とのタッグバトルでは、ピッピ・ユンゲラーに加え、ハヤシガメ・モウカザル・ポッタイシのうち1匹の3匹を使用する。
アニメ『ポケットモンスター ダイヤモンド&パール』では、ヒカリがヒロインとして登場。なお、コウキは劇場版ポケットモンスターに一度だけ冒頭の一部に登場しており、こちらでは服装が変更されている。
『ポケモンマスターズ』ではコウキがナナカマド博士の助手として登場する。

ライバル / ジュン
声 - 代永翼（ポケマス） / 村瀬歩（Evolutions）
主人公のライバル。フタバタウンに住んでおり、特徴的な髪型と緑色のマフラーが目印の少年。フロンティアブレーン・クロツグの息子。父に対する呼称は普段は「オヤジ」だが、『プラチナ』で主人公とともに父と対面した時は「ダディ」と呼んだ。
主人公同様、ライバルの名前もプレイヤーが自由に決定できる。
とてもせっかちな性格で、常に主人公よりも先に行動する。「なんだってんだよー!」と「罰金○○円な!」が口癖。ナナカマド博士を「じいさん」と呼ぶなど、口は悪いがどこか憎めない存在。主人公とは幼なじみで、その仲の良さは近所でも評判らしい。作中数度に渡り対戦するが、主人公とタッグを組むイベントもある。主人公同様『プラチナ』ではコスチュームのデザインが変わり、バトル前のアクションもある。また、なぜかオレンジ色のポケッチを持っている（ポケッチの色は青か赤の2色しかない）。父とその友人であるマキシを尊敬している。『プラチナ』ではシロナの事を主人公の姉と勘違いしていた。
かなり前向きで勝気な性格だが、エイチ湖でのイベントでジュピターに敗北し、ひどく落ち込む姿を見せる。しかし、これを機にポケモンの為に自分自身が強くなる事が大事だと悟り、大きく成長した。このイベント以降あまり勝ち負けにはこだわらなくなった。
手持ちポケモンはムクホーク・ヘラクロス・カビゴン、主人公が選んだポケモンによってフローゼル・ロズレイド・ギャロップのうち2匹、ドダイトス・ゴウカザル・エンペルトのうち1匹の6匹になる。『プラチナ』で20回以上殿堂入りするとパーティ全体のレベルが20上昇し、最高でレベル85とかなり高く、これは『ハートゴールド・ソウルシルバー』のレッドに次いで歴代2位である。
アニメ『ポケットモンスター ダイヤモンド&パール』では、『ダイヤモンド』で用意されている候補の一つである「ジュン」という名前で登場。この影響か、後に発売された『プラチナ』でも候補の一つとしてこの名前が採用されている。
ナナカマド博士
ポケモンの進化について研究をしている博士。オーキド博士の先輩(故にオーキドのことを君付けで呼ぶ数少ない博士でもある)。60歳。
彼の研究によるとポケモンの90%は進化に関係するとのことである。4年ぶりにシンオウ地方に戻ってきたらしい。怒ると怖いという噂がある。チャンピオンのシロナも教え子の一人であり、研究者としての後輩。彼女が主人公と同じ年の頃から知り合ったらしい。また、主人公の父親を知っていた節が見受けられる。シロナ曰く、子供好きである。甘党のようで、研究所の冷蔵庫にお菓子が多数入っているほか『プラチナ』ではトバリデパートの食料品コーナーに登場していかりまんじゅうが売り切れているのを残念がっている場面がある。
アヤコ
主人公の母親。気さくな性格で、主人公の冒険も明るく応援してくれる。実はすごい経歴の持ち主でもあり、コンテストに「ガルちゃん」というニックネームのガルーラを使用して時々出場する。甘いものが好きらしく、家の冷蔵庫にはいつもデザートが入っている。
ミミィ
ポケモンコンテストで審査員を務める若い女性。アヤコと普段から親交があるらしい。ミミロルを所有している。容姿はアイドルと同じ。
ミズキ
ヨスガシティに住むポケモンボックスの管理者。マサキの友人。コガネ弁で話す。
また、『みんなのポケモン牧場』に登場するユカリの親友でもある。
ウラヤマ
212番道路の北部に豪邸を構える大金持ち。屋敷の裏には珍しいポケモンの集まる裏山があり、それを自慢の種にしている。ヨスガシティにある「ふれあいひろば」の所有者でもある。
口癖は「ウラヤマしいじゃろ?」。マナフィが描かれた本を持っている。
ハンサム
声 - 藤原啓治（ジェネレーションズ） / 北島善紀（ポケマス）
『プラチナ』に登場。ギンガ団の動向を追う国際警察所属の男性。ハンサムとはコードネームであり、本名は不明。変装が得意で、その技術は路上にあるごく自然な岩にまでなりきれるほどであり、ハードマウンテンのイベントではギンガ団だけでなくそれを追跡していた主人公やバクまでも見抜けない腕前を披露した。
本人曰くポケモンバトルは苦手らしく、バトル等のイベントは起こらないがポケモンは持っており、ハードマウンテンでのイベントでグレッグルを使用している。
スロットなどのゲームが好きらしく、トバリシティでは情報収集と言いながらゲームコーナーに熱中しており、ハードマウンテンの一件後に主人公に「出会いがすばらしいほどその別れはさみしくなる」と格好良く決め台詞を言って去るが、その後もちゃっかりゲームセンターに通っている（本人曰く景品のわざマシンを手に入れて苦手なポケモンバトル面の強化をするため）。
『赤・緑・青・ピカチュウ』や『ファイアレッド・リーフグリーン』にも国際警察が登場していたが関係性は不明。
『ブラック・ホワイト』ではエンディング後に登場。プラズマ団の調査に向かっていたが、到着時には主人公やジムリーダーたちが組織を壊滅させており、その実力を見込んで主人公に残党である七賢人たちの捜査協力を依頼する。
『X・Y』ではミアレシティに「ハンサムハウス」を設け、主人公を助手として捜査協力を依頼する。
『オメガルビー・アルファサファイア』では記憶喪失でバトルリゾートの浜辺に打ち上げられていたところを主人公に発見される。
『サン・ムーン』ではウルトラビーストの捜査のためリラとともにアローラ地方を訪れている。ウラウラ島のしまキングであるクチナシは元同僚だが、仲はあまり良くなかった模様。
エール / オーエン
『プラチナ』に登場。バトルステージに凄腕の挑戦者を望む主人公のファン。主人公が男ならエール、主人公が女ならオーエンになる。『ハートゴールド・ソウルシルバー』にも主人公のファンとして再登場している。

## ジムリーダー
ヒョウタ
声 - 野島健児（ポケマス） / 田邊幸輔（Evolutions）
クロガネジムリーダー。いわタイプポケモンの使い手。キャッチコピーは「ザ・ロックといわれる男」。
使用ポケモンは『ダイヤモンド・パール』・『プラチナ』・『ブリリアントダイヤモンド・シャイニングパール』のジム戦はイシツブテ・イワーク・ズガイドス、『プラチナ』のしょうぶどころでの再戦時はプテラ・ゴローニャ・ダイノーズ・ラムパルド・バンギラス、『ブリリアントダイヤモンド・シャイニングパール』での再戦時はバンギラス・プテラ・アーマルド・ジーランス・ダイノーズ・ラムパルド。エースポケモンは『ダイヤモンド・パール』・『プラチナ』のジム戦はズガイドス、『プラチナ』のしょうぶどころでの再戦時はバンギラス、『ブリリアントダイヤモンド・シャイニングパール』での再戦時はラムパルド。
勝利するとコールバッジと、「ステルスロック」のわざマシンを貰える。
ヘルメットに作業服を身に纏っており、眼鏡をかけている青年。ミオジムリーダー・トウガンの息子で、父を非常に尊敬している。ハクタイシティのちかおじさんはおじにあたる。クロガネ炭鉱でも働いており、炭鉱で働く人々のまとめ役でもある。ポケモン・趣味などは父譲りらしい。主人公のような別荘を買って、自分だけの博物館を作るのが夢。初めてちかつうろに入った際にも会う事が可能で、主人公にちかつうろの説明をした後地上へ戻る。
ナタネ
声 - 伊藤はるか → 芹澤優（ポケマス）
ハクタイジムリーダー。くさタイプポケモンの使い手。キャッチコピーは「繁る緑のポケモン使い」。
使用ポケモンは『ダイヤモンド・パール』・『ブリリアントダイヤモンド・シャイニングパール』のジム戦はチェリンボ・ナエトル・ロズレイド、『プラチナ』のジム戦はナエトル・チェリム・ロズレイド、『プラチナ』のしょうぶどころでの再戦時はワタッコ・キレイハナ・チェリム・ドダイトス・ロズレイド、『ブリリアントダイヤモンド・シャイニングパール』での再戦時はワタッコ・キノガッサ・チェリム・キマワリ・ドダイトス・ロズレイド。エースポケモンはロズレイド。
勝利するとフォレストバッジと、「くさむすび」のわざマシンを貰える。
茶髪とへそ出しルックが特徴的な女性。くさタイプ専門であり、自然・植物が好きらしい。本人のセリフからお化けの類が苦手らしく、それを克服する為か時々ハクタイのもりに行っている。またリゾートエリアも自然が多いので気に入っている様子。
スモモ
声 - 松井暁波（ポケマス）
トバリジムリーダー。かくとうタイプポケモンの使い手。キャッチコピーは「裸足の天才格闘娘」。
使用ポケモンは『ダイヤモンド・パール』・『プラチナ』・『ブリリアントダイヤモンド・シャイニングパール』のジム戦はアサナン・ゴーリキー・ルカリオ、『プラチナ』のしょうぶどころでの再戦時はカポエラー・キノガッサ・チャーレム・カイリキー・ルカリオ、『ブリリアントダイヤモンド・シャイニングパール』での再戦時はカポエラー・ゴウカザル・キノガッサ・チャーレム・ヘラクロス・ルカリオ。エースポケモンはルカリオ。
勝利するとコボルバッジと、「ドレインパンチ」のわざマシンを貰える。
とてもスポーティーな格好をしているあどけない少女。自分の力がどこまで通用するかを確かめるためにジムリーダーになった。父親はトバリゲームコーナーでスロットに没頭している。そのせいか普段の生活は非常に質素で、ジムには「一日一食」という標語がある程である。更に服も他に持っていないのか、吹雪に見舞われたキッサキに訪れた時もこの格好で訪れている（本人曰くこれも修行の一種らしい）。
『プラチナ』ではスズナと友達同士である事が明かされ、一緒に主人公の別荘へと訪れ相談を持ちかける程、彼女を姉のように慕っている。シンオウジムリーダーの中で一番年下という事もあってか、同じくらいの年齢の主人公に対しても敬語を使用している。スズナのように女の子らしいお洒落をしたいのかアクセサリーなどに興味があるらしい。
『ハートゴールド・ソウルシルバー』でもカントー地方のタマムシシティにてゲスト出演し、大食いコンテストに出場している。食べ放題かつ賞金付きという内容に感激しており、他の参加者よりも圧倒的に多く食べているのが確認可能。また、ジョウト地方ではポケスロンのオールスターカップに出場している事もある。
マキシ
声 - ボルケーノ太田（ポケマス）
ノモセジムリーダー。みずタイプポケモンの使い手。キャッチコピーは「ウォーター ストリーム マスクマン」。
使用ポケモンは『ダイヤモンド・パール』・『プラチナ』・『ブリリアントダイヤモンド・シャイニングパール』のジム戦はギャラドス・ヌオー・フローゼル、『プラチナ』のしょうぶどころでの再戦時はサメハダー・ヌオー・ギャラドス・フローゼル・ルンパッパ、『ブリリアントダイヤモンド・シャイニングパール』での再戦時はニョロトノ・ギャラドス・キングドラ・ハンテール・ルンパッパ・フローゼル。エースポケモンは『ダイヤモンド・パール』・『プラチナ』・『ブリリアントダイヤモンド・シャイニングパール』のジム戦及び『ブリリアントダイヤモンド・シャイニングパール』での再戦時はフローゼル、『プラチナ』のしょうぶどころでの再戦時はルンパッパ。
勝利するとフェンバッジと、「しおみず」のわざマシンを貰える。
本業はプロレスラーで、普段から覆面レスラーのような扮装をしており、上半身裸で筋肉質。「マキシマム仮面」を自称する。常にテンションが高く、態度も大きい。住人の話によるとファイトマネーは人のため・ポケモンのために使用しているらしい。勝ち負けよりもどう勝負を楽しむかを考えている。レスラーとしてもかなり活躍しているようで、試合がテレビで放映される時もある。歌が大好きで、自身のテーマソング（作詞作曲は自分）は演歌調。外国人レスラーという事になっているが、『ブラック2・ホワイト2』でゲスト出演した際の当人の話によるとこれはレスラーとしてのギミックであり、実際は生まれも育ちもシンオウ地方である。
『プラチナ』ではクロツグの友人である事が判明。その縁でライバルと顔馴染みであり、「師匠」と呼ばれている（マキシ自身は『弟子にした覚えは無い』と突っぱねている）。また『ダイヤモンド・パール』でも、ハードマウンテン付近で彼と一緒にいる姿を見る事が可能。
スモモと同様に『ハートゴールド・ソウルシルバー』ではカントー地方ではタマムシシティのデパートに登場し、仮面を買う姿を見られる。ジョウト地方ではすごい滝があると聞いて47番道路にも現れ、主人公を激励する。
『ブラック2・ホワイト2』では他のジムリーダーと共にワールドトーナメントへ出場している他、フィールド上で会話可能なキャラクターとしても出演している。
メリッサ
声 - 甲斐田ゆき（ポケマス）
ヨスガジムリーダー。ゴーストタイプポケモンの使い手。キャッチコピーは「魅惑のソウルフルダンサー」。
使用ポケモンは『ダイヤモンド・パール』・『ブリリアントダイヤモンド・シャイニングパール』のジム戦はフワライド・ゲンガー・ムウマージ、『プラチナ』のジム戦はヨマワル・ゴースト・ムウマージ、『プラチナ』のしょうぶどころでの再戦時はジュペッタ・フワライド・ヨノワール・ムウマージ・ゲンガー、『ブリリアントダイヤモンド・シャイニングパール』での再戦時はフワライド・ジュペッタ・ヨノワール・ムウマージ・ユキメノコ・ゲンガー。エースポケモンは『ダイヤモンド・パール』・『プラチナ』のジム戦はムウマージ、『プラチナ』・『ブリリアントダイヤモンド・シャイニングパール』のしょうぶどころでの再戦時はゲンガー。
勝利するとレリックバッジと、「シャドークロー」のわざマシンを貰える。
ロングヘアを四つ葉のクローバーのように纏めた特徴的な髪型で、フラメンコダンサーに似た派手な紫色のドレスを着用した外国人の女性。本業はダンサーで、普段からドレスを着ているのは、すっかりコンテストに夢中になっているからとの事。陽気でノリがよくテンションが高いが、優しい努力家であり、ポケモンも日本語も一生懸命勉強してジムリーダーになった。だが日本語は少し片言。よくロストタワーに行くという。話しかけられるとその場で一回転する。同じダンサーであるダリアを尊敬しており、彼女のダンスのファンらしい。
『ダイヤモンド・パール』では5番目に対戦するジムリーダーだが、『プラチナ』では3番目に変更されている。
スーパーコンテストのマスターランクに参加する事もある（使用ポケモンはフワライドの「ばるん」）。
『エメラルド』のバトルドームのブレーンであるヒースとは髪型の印象・髪の色・明るい性格など似ている部分が多いが関連性は明らかにされていない。
トウガン
ミオジムリーダー。はがねタイプポケモンの使い手。キャッチコピーは「鋼鉄ボディの男」。
使用ポケモンは『ダイヤモンド・パール』・『ブリリアントダイヤモンド・シャイニングパール』のジム戦はドーミラー・ハガネール・トリデプス、『プラチナ』のジム戦はレアコイル・ハガネール・トリデプス、『プラチナ』のしょうぶどころでの再戦時はエアームド・ハガネール・ジバコイル・トリデプス・ボスゴドラ、『ブリリアントダイヤモンド・シャイニングパール』での再戦時はエアームド・ジバコイル・ハガネール・エンペルト・ボスゴドラ・トリデプス。エースポケモンは『ダイヤモンド・パール』・『プラチナ』のジム戦及び『ブリリアントダイヤモンド・シャイニングパール』での再戦時はトリデプス、『プラチナ』のしょうぶどころでの再戦時はボスゴドラ。
勝利するとマインバッジと、「ラスターカノン」のわざマシンを貰える。
口髭を蓄えた筋骨隆々の男性。常にスコップを手に持っている。クロガネジムリーダー・ヒョウタの父親で、ハクタイシティにいるちかおじさんとは親戚。こうてつじまでよく修行を行っており、ゲンとは修行仲間だった。またこうてつじまの近くに小さな家を持っている。
スズナ
声 - 櫻井しおり（ポケマス）
キッサキジムリーダー。こおりタイプポケモンの使い手。キャッチコピーは「ダイヤモンドダストガール」。
使用ポケモンは『ダイヤモンド・パール』『ブリリアントダイヤモンド・シャイニングパール』のジム戦はユキカブリ・ニューラ・チャーレム・ユキノオー、『プラチナ』のジム戦はニューラ・イノムー・ユキノオー・ユキメノコ、『プラチナ』のしょうぶどころでの再戦時はマニューラ・ユキノオー・マンムー・ユキメノコ・グレイシア、『ブリリアントダイヤモンド・シャイニングパール』での再戦時はユキノオー・ルージュラ・グレイシア・ユキメノコ・マンムー・マニューラ。エースポケモンは『ダイヤモンド・パール』のジム戦はユキノオー、『プラチナ』のジム戦はユキメノコ、『プラチナ』しょうぶどころでの再戦時はグレイシア、『ブリリアントダイヤモンド・シャイニングパール』での再戦時はマニューラ。
勝利するとグレイシャバッジと、「ゆきなだれ」のわざマシンを貰える。
三つ編みで学校の制服のような格好をしている少女。明るく情熱的な性格の持ち主で、本人曰く「ポケモンもオシャレも恋愛も全部気合」らしい。キッサキしんでんに人を入れる権限を持っている。
『プラチナ』では弱点を克服するためにスモモと修行をしており、スモモにとってはお姉さん的な存在でもある。
デンジ
声 - 浪川大輔（ポケマス）
ナギサジムリーダー。でんきタイプポケモンの使い手。キャッチコピーは「輝き痺れさせるスター」。
使用ポケモンは『ダイヤモンド・パール』・『ブリリアントダイヤモンド・シャイニングパール』のジム戦はライチュウ・エテボース・オクタン・レントラー、『プラチナ』のジム戦はサンダース・ライチュウ・レントラー・エレキブル、『プラチナ』のしょうぶどころでの再戦時はサンダース・ライチュウ・レントラー・ランターン・エレキブル、『ブリリアントダイヤモンド・シャイニングパール』での再戦時はペリッパー・サンダース・ライチュウ・レントラー・ランターン・エレキブル。エースポケモンは『ダイヤモンド・パール』はレントラー、『プラチナ』及び『ブリリアントダイヤモンド・シャイニングパール』での再戦時ははエレキブル。
勝利するとビーコンバッジと、「チャージビーム」のわざマシンを貰える。
逆立った金髪が特徴で、ストリートファッションに身を包んだ見た目はクールな青年だが、熱血漢な一面があり、手応えの無い挑戦者ばかりで退屈しており、強い挑戦者との熱いバトルを望んでいる。顔に似合わず重度の改造マニアであり、ナギサ住民・リーグ内では有名。主人公が来るまで退屈凌ぎにジムの改造をしていたが、そのとき電気の使いすぎでナギサシティ全体を停電にさせてしまった（住民曰くナギサが停電になるのは珍しい事ではないらしい）。「初めてジムバッジを手に入れた時に使用した技が10まんボルト」だったため、その時の嬉しさを忘れないようにとでんきタイプにこだわっているという。
『ダイヤモンド・パール』ではシンオウ図鑑に掲載されているでんきタイプが少ない（一応パチリスもシンオウ図鑑に掲載されているが使用してこない）ため、手持ちにはでんきタイプ以外のポケモンもいるが、それ以外のポケモンもしっかりとでんきタイプのわざは使用してくる。『プラチナ』ではシンオウ図鑑の登録数が増えたため、4匹ともでんきタイプになった。
四天王、特にオーバとは仲が良いようで、『プラチナ』ではイベントでライバルと共にダブルバトルを仕掛けてくる。主人公の別荘では、オーバと漫才のようなやり取りをしている。四天王に勧誘された事があるが、「部屋の改造禁止」と言われたため断ったらしい。
『ブラック・ホワイト』では直接の登場は無いものの、イッシュ四天王の一人であるシキミの自作小説から、イッシュの四天王に挑戦したらしい事が描かれている。

## 四天王・チャンピオン
ゴヨウの『エスパー』タイプ以外は四天王戦としては本作が初となる。
リョウ
声 - 山谷祥生（ポケマス）
ポケモンリーグ一人目の四天王。むしタイプポケモンの使い手。
使用ポケモンは『ダイヤモンド・パール』及び『ブリリアントダイヤモンド・シャイニングパール』の1周目はドクケイル・アゲハント・ビークイン・ヘラクロス・ドラピオン、『プラチナ』及び『ブリリアントダイヤモンド・シャイニングパール』の2周目はドクケイルとアゲハントに代わりメガヤンマ・ハッサムを使用、『ブリリアントダイヤモンド・シャイニングパール』の3周目以降はフライゴンが加わる。エースポケモンはドラピオン。
男性アイドルのような容姿・セリフが特徴。髪の色は緑。むしポケモンを心から愛している。『プラチナ』では、部屋の上部から降りて登場する。負けてもむしポケモン・自分のアピールは忘れない。
キクノ
声 - 寺内よりえ（ポケマス）
ポケモンリーグ二人目の四天王。じめんタイプポケモンの使い手。
使用ポケモンは『ダイヤモンド・パール』及び『ブリリアントダイヤモンド・シャイニングパール』の1周目はヌオー・ナマズン・ゴローニャ・ウソッキー・カバルドン、『プラチナ』及び『ブリリアントダイヤモンド・シャイニングパール』の2周目はヌオーとウソッキーに代わりグライオン・ドサイドンを使用、『ブリリアントダイヤモンド・シャイニングパール』の3周目以降はゴローニャに代わりニドキング・マンムーを使用。エースポケモンは『ダイヤモンド・パール』はカバルドン、『プラチナ』ではドサイドン。
穏やかな性格の老婦人。元カントーリーグ四天王のキクコと名前・容姿が似ているが、性格は正反対であり、今のところ関係は一切不明。
『ブラック2・ホワイト2』ではキクコと共にイッシュリーグに挑戦した事がシキミの小説にて明らかにされた。
オーバ
声 - 鈴木達央（ポケマス）
ポケモンリーグ三人目の四天王。ほのおタイプポケモンの使い手。
使用ポケモンは『ダイヤモンド・パール』及び『ブリリアントダイヤモンド・シャイニングパール』の1周目はギャロップ・ハガネール・ミミロップ・フワライド・ゴウカザル、『プラチナ』及び『ブリリアントダイヤモンド・シャイニングパール』の2周目はハガネール・ミミロップ・フワライドに代わりヘルガー・ブースター・ブーバーン、『ブリリアントダイヤモンド・シャイニングパール』の3周目以降はブースターに代わりキュウコン・ウインディを使用。エースポケモンは『ダイヤモンド・パール』はゴウカザル、『プラチナ』ではブーバーン。
真っ赤なアフロヘアーが特徴。情熱的な熱血漢であり、試合には常に全身全霊を注ぎ、終わると全精根を使い果たして意識が飛んでしまう程（自身・デンジからは「燃え尽きた」と表現される）。ほのおタイプのわざ「オーバーヒート」が自身の名前と似ているため、ほのおタイプポケモンを使用するようになった。『ダイヤモンド・パール』ではシンオウ図鑑に掲載されているほのおタイプが少ないため、手持ちにはほのおタイプ以外のポケモンもいるが、それ以外のポケモンもしっかりとほのおタイプのわざは使用してくる。『プラチナ』ではシンオウ図鑑の登録数が増えたため、5匹ともほのおタイプになった。
デンジとは親友同士であり、イベントでダブルバトルを仕掛けてくる。主人公（の別荘）を気に入っているらしく、主人公の別荘を待ち合わせ場所にしたり、別荘内でバトルを申し込むなどしている。その際は本人曰く「自分から受け取った賞金で家具を買ったのなら、自分にもくつろぐ権利がある」などという身も蓋もない発言をしている。そのためかデンジには「常識知らず」と突っ込まれた。「アフロからポケモンがでてきたら」などと自身の髪型に絡めた話をしてくる事もある。
『プラチナ』では彼のみ初戦時・再戦時でセリフが変わっている（他の四天王は同じ）。バク（後述）の兄。
『ブラック2・ホワイト2』ではイッシュリーグに挑戦した事がシキミの小説にて明らかにされた。その際「アフロブレイクが出来そう」と書かれている。
ゴヨウ
声 - 阿座上洋平（ポケマス）
ポケモンリーグ四人目の四天王。エスパータイプのポケモンの使い手。
使用ポケモンは『ダイヤモンド・パール』及び『ブリリアントダイヤモンド・シャイニングパール』の1周目はバリヤード・キリンリキ・フーディン・チャーレム・ドータクン、『プラチナ』及び『ブリリアントダイヤモンド・シャイニングパール』の2周目はキリンリキ・チャーレムに代わりエーフィ・エルレイドを使用、『ブリリアントダイヤモンド・シャイニングパール』の3周目以降はヤドランが加わる。エースポケモンは『ダイヤモンド・パール』はドータクン、『プラチナ』はエルレイド。
紫色の長髪で眼鏡を掛けており、理知的な雰囲気を持った青年。四天王最強と言われているらしい。読書が好きで、挑戦者が来るまで本を読んで待っている。『プラチナ』ではミオ図書館に現れる事もある。
シロナ
声 - 遠藤綾（ジェネレーションズ） / 園崎未恵（ポケマス）
シンオウ地方ポケモンリーグチャンピオン。ポケモンシリーズのチャンピオンとしては初の女性。タイプのこだわりは無く、手持ちはバランスがいい。
使用ポケモンは『ダイヤモンド・パール』及び『ブリリアントダイヤモンド・シャイニングパール』の1周目はミカルゲ・ロズレイド・トリトドン・ルカリオ・ミロカロス・ガブリアス、『プラチナ』及び『ブリリアントダイヤモンド・シャイニングパール』の2周目はトリトドンに代わりトゲキッス、『ブリリアントダイヤモンド・シャイニングパール』の3周目以降はロズレイドに代わりポリゴンZを使用する。エースポケモンはガブリアス。
ナナカマド博士との会話から、かなり昔からチャンピオンを務めていたらしいが、どれくらいの期間かは不明である。
極めて端正な容貌・長い金髪が印象的な美女。特徴的な髪飾りを付けており、黒を基調とした暖かそうなコートを着ている。本業は考古学者で、神話とポケモンの関連性・人間とポケモンの歴史を研究している。『ブラック・ホワイト』のアララギ博士と同様に研究者としては若輩ながらも、その道では有名な存在らしい。ナナカマド博士は師であり、研究者としての先輩でもある。カンナギタウンに行くための「ひでんのくすり」をもらったり、その町の長老である彼女のおばあさんにお守りを届けたりと、ストーリー上でも重要な人物の1人である。カンナギタウンに実家があり、祖母の他に祖父・妹がいる。今は一人暮らしをしているようだが、部屋は研究資料が散乱して散らかり放題らしく、整理整頓がまったく出来ないという悪癖を露呈している。それが恥ずかしいのか住所は教えてくれない。『プラチナ』では「自分の部屋に帰りたくない」などとぼやき、『ブラック・ホワイト』でも直っていないらしい。
主人公の事を非常に気に掛けており、チャンピオンとしてでなく、あくまでも先輩トレーナーとして主人公を温かく見守っている。劇中ではさながら実の姉のように接しており、『プラチナ』では更にそれが顕著な物になっている。彼女自身もポケモン図鑑を所有していた事もあり、主人公に図鑑完成のアドバイスもしている。『ブラック・ホワイト』の主人公に対しても、今作の主人公を重ねて見ている節がある。一見するとクールな性格を思わせる美貌を持つが、性格は正反対で尊大な面はなく、温厚で子供っぽく、上記の通り少しだらしない所もある、ごく普通の女性である。『ブラック・ホワイト』では持っている水着を全部持って来てしまったり、遠征の拠点としてカトレアの別荘を借りたが、研究そっちのけで海水浴を楽しんでいるなど、年頃の女性らしく遊び好きな面もしばしば見せる。「強くなる為に必要なのは、ずっとポケモンを好きでいる事」を信念としており、マキシ同様勝ち負けにはこだわらない。その人柄・性格からか非常に慕われており、イッシュ地方ではカトレアを通じてシキミ・アロエと友人になったり、アイリスに懐かれるなど特に同性から慕われる傾向がある。
『プラチナ』では主人公にひでんマシンだけでなくポケモンの卵を譲ったり、ギンガ団の動向を追う事になったりするなど、特に出番が追加された。殿堂入り後も登場し（『ダイヤモンド・パール』では殿堂入り後は一切出番は無い）、条件を満たせば別荘にも訪れる。考古学者という設定も活かされており、独自にギラティナの存在を突き止めただけでなく、ギラティナたちを生み出した存在（アルセウス）がいるという事も突き止めていた。
ポケモンシリーズに登場する人間キャラの中でも屈指の人気を誇り、続編である『ハートゴールド・ソウルシルバー』・『ブラック・ホワイト』・『ブラック2・ホワイト2』にもゲスト出演している。
『ハートゴールド・ソウルシルバー』ではジョウト地方のシント遺跡に来ており、アルセウスに関するイベントで登場する。トレーナーなら誰もが知る有名な人物らしい。
『ブラック・ホワイト』・『ブラック2・ホワイト2』ではクリア後にある条件を満たすと対戦する事が可能。使用ポケモンは『ブラック・ホワイト』はミカルゲ・ミロカロス・ガブリアス・ルカリオ・ウォーグル・シビルドン。『ブラック2・ホワイト2』はミカルゲ・ミロカロス・ガブリアス・ルカリオ・トゲキッス・グレイシア。エースポケモンはガブリアス。
『サン・ムーン』にもバトルツリーに登場。手持ちはミカルゲ、トゲキッス、ルカリオ、ミロカロス、ガブリアスで、ルカリオとガブリアスのどちらかをメガシンカさせてくる場合がある。

## フロンティアブレーン
『プラチナ』『ハートゴールド・ソウルシルバー』のみ登場。
『プラチナ』ではシンオウ地方のファイトエリア、『ハートゴールド・ソウルシルバー』ではジョウト地方のアサギシティ西にあるバトルフロンティアのフロンティアブレーン達。
クロツグ
声 - 森田成一（Evolutions） / 星野貴紀（ポケマス）
バトルタワーのブレーン・タワータイクーン。他のフロンティアブレーン達よりも先に、『ダイヤモンド・パール』にも登場しており、『ブリリアントダイヤモンド・シャイニングパール』にもフロンティアブレーンでは唯一登場している。
ライバルの父親だが、『ダイヤモンド・パール』では息子とゲーム中で一緒に登場する場面はない。ライバルとは違い落ち着いた雰囲気を漂わせるものの、戦闘を開始する時ライバルと似たポーズをとったり、「なんだかなー！」という、息子であるライバルの「なんだってんだよー！」に通じるセリフを喋る。3匹の伝説のポケモン（ヒードラン・レジギガス・クレセリア）を所有し、他にはカイリュー・ドサイドン・ミロカロスを持つ。主人公の事を幼い頃から知っている。『プラチナ』では、ノモセジムリーダー・マキシと友人同士である事が判明した。
普段はライバルは彼のことを「オヤジ」と呼んでいるが、『プラチナ』では、本人の前では「ダディ」と呼んでいる。
バトルタワーの49戦目に登場した彼と戦い、主人公が勝利した時の彼のセリフでは、主人公の父親も同じようなきっかけでポケモントレーナーになったことが語られる。
コートの後ろにある「王」の文字はアニメ用に背面の設定を起こした時に追加された。
ネジキ
声 - 小松昌平（ポケマス）
バトルファクトリーのブレーン・ファクトリーヘッド。
半開きの目と「ワーオ!」という口癖が特徴。計算や分析を得意とする。彼も主人公同様レンタルポケモンで戦う。彼の持つバトルレコーダーは彼の自作の物。戦闘前にパーセント表示で勝率らしき数値を言う。なおこの数値はランダムでありバトルごとに変動する。何故か爆発して登場する。
どのポケモンをレンタルしても、そのポケモンの情報が彼に筒抜けになり、高い確率でこちらに対して非常に有利な攻勢を用意してくる。
ケイト
声 - 岡田恵（ポケマス）
バトルステージのブレーン・ステージマドンナ。
対戦では主人公と同じレベルのポケモンを使ってくるが、どの種類のポケモンを使ってくるかはランダム。通常バトルステージでは相手ポケモンのタイプを選択できるが、彼女との戦いのときは選択したタイプとは関係なく対戦ポケモンが選ばれる。
外見は中年女性で、自らも「オバサン」と称している。「誰にでも輝ける場所がある」という、どんな弱いポケモンでも成績を残しやすいバトルステージならではの言葉を残している。
ダリア
声 - 福原綾香（ポケマス）
バトルルーレットのブレーン・ルーレットゴッデス。
手持ちのポケモンは1周目ではルンパッパ・チャーレム・ヨノワール。2周目ではバシャーモ・トゲキッス・サンダーを使用する。
ラテン系の外国人と思わしき浅黒い肌と服装が特徴的で、へそピアスを付けている。陽気な女性で、語尾に「ネ」と付ける口癖がある。彼女もまたダンサーであり、メリッサに尊敬されている。
コクラン
声 - 梅原裕一郎（ポケマス）
バトルキャッスルのブレーン・キャッスルバトラー。主人公と戦うまでは主人公の世話係を務める。
特に愛用するポケモンはエンペルト。他にはヘルガー・ムクホーク・エンテイ・エルレイドで、パターンによって覚えている技が違うことがある。バトルキャッスル挑戦の際に、ポケモンの状態回復や、カトレアの代わりにキャッスルポイントを渡してくれる。
『ブラック・ホワイト』では未登場だが、開発スタッフのイメージによると「カトレアは、コクランを置いて一人で来たつもり」が実態で、実際は彼女に気づかれないよう追跡しつつサポートを続けていると設定とのことである。
カトレア
バトルキャッスルのオーナーでコクランの主人だが、彼女自身はとある事情でバトルを禁止されている。実際、主人公と戦うのはコクランであるがバトルシーンにはちゃんとカトレアも居る。
『ブラック・ホワイト』ではイッシュ地方の四天王の一人となって登場。後の時系列を描いた作品のため、容姿や性格などに成長が見られる。エンディング後に倒した後話しかけると、バトルを禁止されていた理由が明らかとなる。
なお、この時点における年齢は開発スタッフによると「幼く見える14歳」のイメージとのことである。

## タッグパートナー
旅の途中、彼らとタッグを組んで進む場所があり、イベント後はバトルタワーでタッグを組むことができる。タッグを組んでいる間は、なみのり等の一部の行動に制約がかかるが、ポケモンバトルが一度終わるごとにポケモンを全回復してもらえる。また『プラチナ』では「しょうぶどころ」にてバトルを行える場合もある。この5人は『ハートゴールド・ソウルシルバー』でもバトルタワーのパートナーとして再登場し、『ダイヤモンド・パール・プラチナ』と違って最初から全員いる状態になっている。
バトルタワーで彼らが使うポケモンは、一般入手できないものが多い（ラティアスやラティオスなどの伝説のポケモンや、本来なら同時には覚えさせられない遺伝技を覚えたポケモンを使う）。
モミ
声 - 能登麻美子（ジェネレーションズ） / 青野菜月（ポケマス）
緑色の髪をした穏やかな女性。ハクタイの森を越えるために主人公と協力することになる。彼女のみストーリー中に必ずタッグを組まなくてはならない。
イベント時はラッキーを使う。しょうぶどころでの手持ちはソーナンス・フワライド・ハリテヤマ・ホエルオー・ハピナス。バトルタワーではとくぼうに優れたポケモンを使用するという事になっているが、ハピナス以外は皆とくぼうが低く、実質的にはHPの高いポケモンを使っていると言える。バランスの取れた手持ちが多い。
本人曰く回復が得意であり、攻撃はあまり得意ではないらしいが、しょうぶどころのバトル時では自身のポケモンはかなりやんちゃであると発言している。
ミル
ランドセルを背負った濃いピンクの髪の少女。迷いの洞窟を探検しているうちに帰れなくなり、たまたま近くを通りかかった主人公に助けを求める。
イベント時はユンゲラーを使う。しょうぶどころでの手持ちはポリゴンZ・ゲンガー・ジバコイル・トゲキッス・フーディン。バトルタワーではとくこうに優れたポケモンを使用する。ポケモンを助ける技や能力を変化させる技がお気に入り。
ゲン
声 - 笠間淳（ポケマス）
洞窟に潜むギンガ団を倒すために主人公と鋼鉄島を一緒に探索することになる男性。『プラチナ』では鋼鉄島の入り口で彼から「かいりき」の秘伝マシンがもらえる。
その容姿は映画『ミュウと波導の勇者 ルカリオ』の登場人物・アーロンに瓜二つであり、ルカリオを使用する。『プラチナ』では手から波導のようなものを出し、「きみたちから はどうを かんじる!」と言う。
はがねタイプ使いとされているが、バトルタワーで使うポケモンはほとんどかくとうタイプである。「こうてつじま」でのイベントを終えると、彼からリオルのタマゴをもらう事ができる。
主にこうげきに優れたポケモンを使用する。しょうぶどころでの手持ちはアブソル・リングマ・メタグロス・ボーマンダ・ルカリオ。ミオジムリーダー・トウガンとは修行仲間で、彼から「ジムリーダーにならないか」と誘われた事があるらしい。ヒョウタの尊敬している人物でもある。
マイ
声 - 松本沙羅（ポケマス）
口数の少ない謎めいたロリータ・ファッション風の少女。難関とされるチャンピオンロードの地下2階を突破するために協力することになる。『プラチナ』ではシェイミに会う為に必要な「オーキドのてがみ」を持っていると、224番道路でのイベントにも現れる。その際は単に口下手なだけの普通の女の子である彼女の素顔を垣間見る事ができる。
イベント時はウインディを使う。しょうぶどころでの手持ちはテッカニン・マルマイン・クロバット・マニューラ・ウインディ。バトルタワーではすばやさに優れたポケモンを使用し、ひこうタイプを繰り出すことが多い。
バク
声 - 下野紘（ジェネレーションズ）
赤い髪を後ろで縛った熱血少年。四天王・オーバの弟。作中では「四天王に兄がいる」と仄めかされるにとどまっているが、キャラクターデザインを手がけた杉森建はバクの兄がオーバであると認めている。ハードマウンテンに眠るという秘宝「かざんのおきいし」を手に入れるために主人公と協力することになる。『プラチナ』では、ハードマウンテンに侵入したギンガ団を追うために主人公と協力し、ダイヤモンド・パールとは逆に「かざんのおきいし」を元の場所に返す事となった。
イベント時はネンドールを使う。しょうぶどころでの手持ちはツボツボ・ブラッキー・コータス・ヨノワール・ネンドール。バトルタワーではぼうぎょに優れたポケモンを使用するが、ぼうぎょと同時にとくぼうにも優れているポケモンを使っている。
本人曰く、自身のポケモンはハードマウンテンで出会ったようである。
ライバルとも何度か面識があり、ハードマウンテンでの彼のセリフから勝負に勝ったこともあるらしい。

## ギンガ団
シンオウ地方に暗躍する組織。ポケモンの強奪や神話の調査をしているが、表向きは新エネルギーの開発、研究をしている研究機関であり、民間にも名前は知れている。シンボルは「ギンガ」をローマ字で書いた「G」（英語で銀河の意の「Galaxy」）。幹部達の名前は、太陽系惑星の英名が付けられている。主にアゲハントやドクケイルといったむしポケモン、スカンプーやグレッグル、ニャルマーといった幹部の使用するポケモンの進化前、ドーミラー、デルビル（プラチナのみ）を使用する。
アカギが行方不明になったあとは組織としては事実上壊滅したが、サターンを始めとした残ったメンバーは、表の顔であった新エネルギーの研究を本格的に行ってみようと考えており、普通の研究機関として再出発しようとしている。彼ら専用のCMも存在し、壊滅後も流れている。
『ブラック2・ホワイト2』ではプラズマフリゲート内に元団員と思しきプラズマ団員が登場しており、組織が解散した後はイッシュ地方までやって来てプラズマ団に入団したが、ゲーチス派についた事を後悔していた。
なお、シンオウ地方のはるか昔が描かれる『Pokémon LEGENDS アルセウス』では味方組織として登場し、主人公はひょんなことからそこに入団することになり、様々やタスクをこなす。
アカギ
声 - 津田健次郎（ジェネレーションズ） / 武内駿輔（ポケマス）
ギンガ団のボス。ナギサシティ出身。表向きは宇宙エネルギーの開発を謳いつつ、『ダイヤモンド』ではディアルガ、『パール』ではパルキアの力を利用して新世界を創造し、その世界における神になろうとする野望を持つ。『プラチナ』ではディアルガとパルキア両方の力を利用して感情のない新たな世界を創ることが目的となっている。
「心」を不完全を生み出すものとして否定し、冷静で理論的かつ不要となった部下は構わず切り捨てる冷酷な性格だが、リーダーとしてのカリスマ性も兼ね揃えており、マーズを初めとして団員からは慕われている。
手持ちはマニューラ・ドンカラス・ギャラドス・クロバット。『プラチナ』では、ヘルガーが加わっている。彼のポケモンは、全員が岩タイプが弱点という共通点を持つ。ポケモンはパートナーでもなければ道具でもなく、自らの力であるという独特の価値観を持っているが、彼のゴルバットは作中でクロバットに進化している辺り、手持ちのポケモン達からは信頼されている模様。
『プラチナ』でのハンサムの調査によると、年齢は27歳と若い。髪の色は水色。伝説のポケモンを捕らえるためにマスターボールを手に入れたが、ボールに入れてしまっては真の力を発揮できないとして主人公に譲った。幼少時は優秀な子であったが、友達はおらずいつも機械と遊んでいたらしい。
家族構成は不明だが、228番道路にある民家には、アカギの祖父と思われる老紳士がおり、意味深な言葉を主人公に聞かせてくれる。
『プラチナ』では出番が増加し、カンナギタウンで遺跡を破壊するため主人公と戦う。物語のラストではディアルガ・パルキア双方を呼び出すもギラティナに邪魔され、やぶれたせかいに引き込まれる。やぶれたせかい最深部で主人公と決戦、そしてギラティナの怒りが静まった後は自分の考えを貫いたまま姿を消し、行方不明になった。
『ウルトラサン・ウルトラムーン』では野望が実現しかけた時点からウルトラホールによりアローラ地方のエーテルパラダイスに転送、レインボーロケット団の幹部となっている。手持ちはプラチナのものからギャラドスが抜け、ウルトラサンではディアルガ、ウルトラムーンではパルキアが加わっている。
マーズ
声 - 北原沙弥香（ジェネレーションズ）
ギンガ団の女性幹部。たにまのはつでんしょで初登場する赤髪の女性。良くも悪くも誇り高い性格で、強気で負けず嫌い。自分のことを強くて美しいと思っており、彼女の制服は他の団員と比べると若干可愛らしいデザインとなっている。主人公に負けたことを根に持っているが、嘘をついたりする事はプライドが許さないらしく、約束をちゃんと守る面もある。また、バトル中に手持ちのポケモンのHPが残り少なくなると「あたしのポケモンに何するのさ!」と怒るなど、自分のポケモンへの愛情は深い。手持ちはドーミラー・ゴルバット・ブニャット。『プラチナ』のハードマウンテンでの対決では、ドーミラーがドータクンに進化している。
たにまのはつでんしょを襲撃し、風力エネルギーを強奪、ギンガばくだんの土台を造る。その後シンジ湖でヒカリ（コウキ）を倒し、エムリットを捕獲。やりのはしらではアカギの側近として、ジュピターと共にタッグバトルを挑んでくる。
『プラチナ』ではアカギを上司以上に慕っている節が見受けられ、ハードマウンテンでアカギの行方を主人公に問い詰め戦いを挑む。そして「普通の女の子に戻る」と言い、ギンガ団を辞めてアカギを探しに旅立った。
ジュピター
声 - 鷄冠井美智子（ジェネレーションズ） / 木下あゆ美（ポケマス） / 藤田咲（Evolutions）
ギンガ団の女性幹部。ギンガハクタイビルで初登場する。紫の髪で、強い口調とミステリアスな雰囲気が特徴の美女。制服はレオタードのようになっている。口数はあまり多くない。手持ちはドーミラー・ゴルバット・スカタンク。『プラチナ』のハードマウンテンでの対決では、ドーミラーがドータクンに進化している。
ハクタイシティでポケモンの強奪を行うと同時に、ポケモン像の調査をしていた。その後エイチ湖でライバルを倒し、ユクシーを捕獲。やりのはしらではマーズと共にタッグバトルを挑んでくる。
『プラチナ』ではマーズとともにハードマウンテンに登場、主人公に敗北後ギンガ団を辞めどこかへと旅立っていった。その際、上記のマーズの発言にツッコミを入れた。
サターン
声 - 山下大輝（ジェネレーションズ）
ギンガ団の男性幹部。リッシこで初登場する。青い髪で、左右がネコミミのように刎ねている。性別は男性との事だが、中性的な外見をしている。アカギの真意を知るため、自らギンガ団に入った。性格は理知的で冷静だが、決して冷酷な人間ではない。『プラチナ』では温和な一面も見られた。
ギンガ団解散後も基地に残る。手持ちはユンゲラー・ドーミラー・ドクロッグ。『プラチナ』では、ユンゲラーの代わりにゴルバットを使用する。
ギンガばくだんを爆発させ、リッシ湖を干上がらせ、アグノムを捕獲。その後ギンガトバリビルで湖の三体の解放を賭けて戦う。やりのはしらには向かわず、詳細は後日したっぱに聞かされた。そして団員を見守るためギンガトバリビルに残る。
『プラチナ』ではやりのはしら後も団員を見守るため基地に残るのは同じだが、アカギの求めた「心のない世界」を否定し、残ったメンバーと共に、アカギが表面上言っていた新エネルギーの研究をやってみるかと考えるなど、前向きな姿勢となっている。
プルート
声 - 富田耕生（ジェネレーションズ）
『プラチナ』にのみ登場する男性幹部。たにまのはつでんしょで初登場する。最近ギンガ団に入ったという老科学者で、ギンガ団の制服の上から白衣を羽織っている。天才を自称する自信家な性格から、他の幹部とは折り合いが悪い。なお、彼はトレーナーではないので、ストーリー中で彼とバトルすることはない。
たにまのはつでんしょではマーズのサポートを行っているが、主人公に負けたマーズをけなすなど尊大な態度が目立つ。ギンガトバリビルではサターンの隣におり、新しい計画を考えておこうと含みのある発言をする。
アカギの失踪後は、伝説のポケモン・ヒードランを操り、噴火のエネルギーを利用し金儲けしようとハードマウンテンに赴く。最後は部下に逃げられ、ハンサムに逮捕された。
ギンガ団の活動や実験などには参加していたものの、ギンガ団に入った理由は金儲けのためらしい。他の団員とは違い、アカギを呼び捨てにしたり見下したりするような発言をしている。したっぱからは「プルートさま」と呼ばれているが、マーズやサターンからは「じいさん」と呼ばれている。アカギが行方不明になった際は新しいボスになろうとしている様子が見受けられたが、したっぱに「あのじいさんじゃ無理だろう」と陰口を叩かれるなど人望は薄い。